# Kościół św. Antoniego Padewskiego w Hucie
Kościół św. Antoniego Padewskiego – katolicki kościół filialny zlokalizowany w Hucie, w powiecie czarnkowsko-trzcianeckim, w województwie wielkopolskim, przy ul. Poznańskiej 11. Należy do parafii św. Andrzeja Boboli w Gębicach.

## Historia i architektura
Świątynię zbudowano w 1910. Jest to obiekt ceglany, otynkowany, z wieżą na osi i kolumnowym portykiem. Na wieży umieszczony jest okrągły zegar.